# Yuri Kai
Yuri Kai (jap. 甲斐友梨 Kai Yuri; ur. 8 maja 1984) - japońska zapaśniczka w stylu wolnym. Brązowa medalistka mistrzostw świata w 2009. Wicemistrzyni Azji w 2004 i 2006. Pierwsza w Pucharze Świata w 2007; czwarta w 2010; siódma w 2006 roku.